# لي بروير
لي بروير (بالإنجليزية: Lee Breuer)‏ هو مخرج أمريكي، ولد في 6 فبراير 1937 في فيلادلفيا في الولايات المتحدة.

## وصلات خارجية
- لي بروير على موقع IMDb (الإنجليزية)
- لي بروير على موقع ميوزك برينز (الإنجليزية)
- لي بروير على موقع قاعدة بيانات برودواي على الإنترنت (الإنجليزية)
- لي بروير على موقع ديسكوغز (الإنجليزية)
- لي بروير على موقع قاعدة بيانات الفيلم (الإنجليزية)